# Вермишель

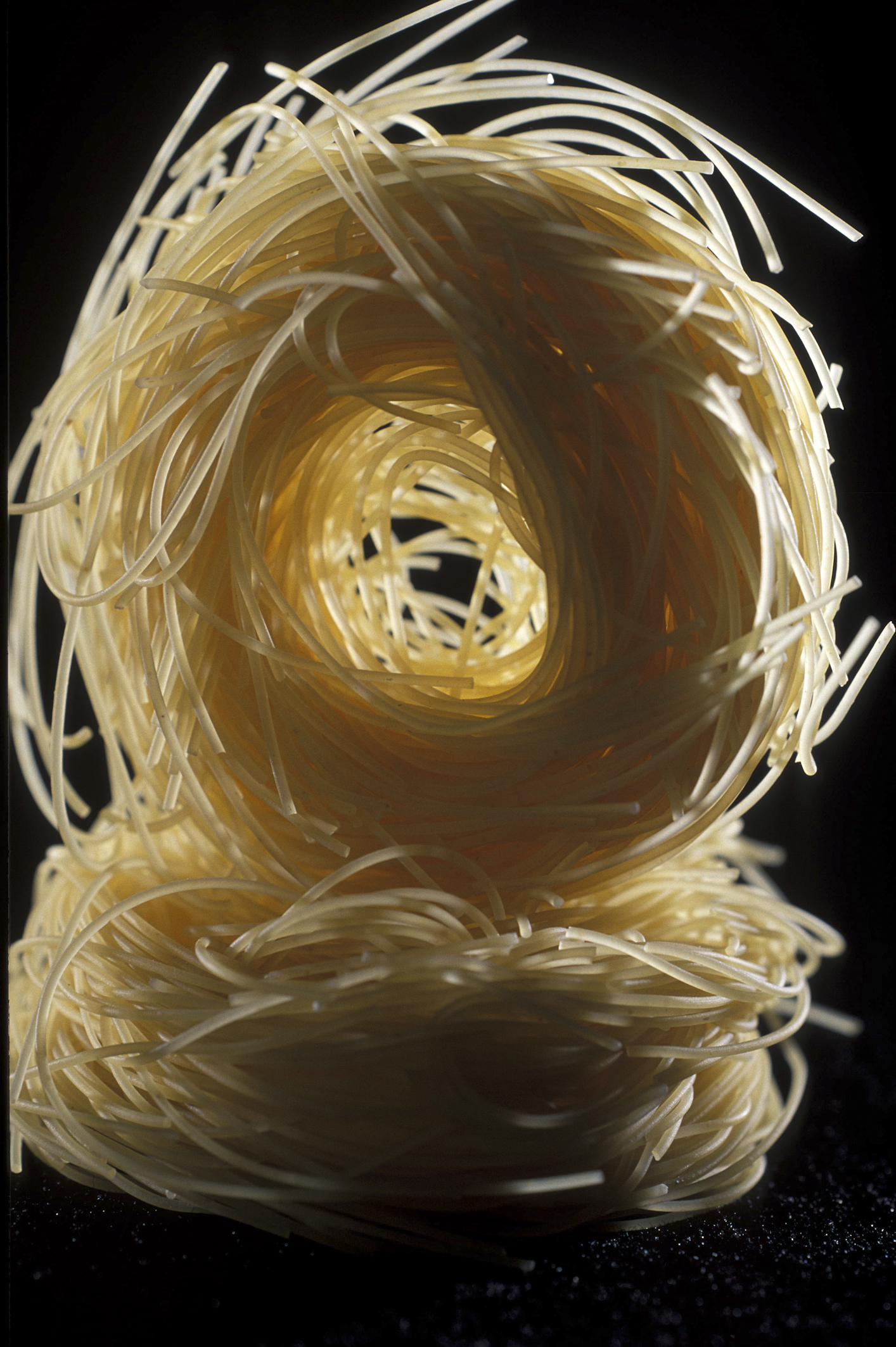
Вермишель

Вермише́ль (от итал. vermicelli или фр. vermicelles — «червяки») — макаронные изделия нитеобразной формы, различного диаметра и длины. Используются для приготовления вторых блюд и в качестве суповой засыпки.
По длине бывает: короткая (не менее 1,5 см), длинная и длинная гнутая (не менее 20 см).
По диаметру: паутинка (не более 0,8 мм), тонкая (1,2 мм), обыкновенная (1,5 мм), любительская (3 мм). Вермишель паутинка и тонкая может выпускаться уложенной в мотки или бантики весом не более 30 г.
По сорту: экстра (из муки-крупчатки), экстра яичный (из муки-крупчатки с добавлением яичного желтка или меланжа), высший (из муки высшего сорта), высший яичный, первый (из муки 1-го сорта).